# Mandya (huyện)
Huyện Mandya là một huyện thuộc bang Karnataka, Ấn Độ. Thủ phủ huyện Mandya đóng ở Mandya. Huyện Mandya có diện tích 4961 ki lô mét vuông. Đến thời điểm năm 2001, huyện Mandya có dân số 1761718 người.